# My French Coach
My French Coach (intitulado My French Coach Level 1: Beginners na Europa e Austrália) é um jogo eletrônico para o Nintendo DS e Wii, sendo um dos títulos da série My Coach, públicado pela Ubisoft. O jogo ensina o idioma francês com diversas lições. O jogo tem múltiplos reviews.

## Jogabilidade
Os jogadores começam em uma lição, onde aprendem 10 palavras novas, incluindo nomes, verbos, adjetivos ou advérbios.  As lições possuem traduções faladas assim como os jogos. Quando a lição é finalizada, o jogador deve ir para a seção de jogo, onde é disponibilizado uma coleção de atividades como: Múltipla Escolha, Acerte-Uma-Palavra, Flash Cards, Memória, Construção de Ponte e Spelltastic. O jogador deve adquirir pontos suficientes para passar as 10 palavras. Depois que as palavras foram passadas, o processo de lição se repete.